# Campeonato Mundial de Atletismo Sub-20 de 2016 - 10000 m masculino
A prova dos 10000 metros rasos masculino do Campeonato Mundial de Atletismo Sub-20 de 2016 ocorreu no dia 19 de julho em Bydgoszcz, na Polônia. 

## Recordes
Antes desta competição, os recordes mundiais e do campeonato nesta prova eram os seguintes:
|     | Nome           | Nacionalidade | Tempo    | Local     | Data                 |
| --- | -------------- | ------------- | -------- | --------- | -------------------- |
| WJR | Samuel Wanjiru | Quênia        | 26:41.75 | Bruxelas  | 26 de agosto de 2005 |
| CR  | Josphat Bett   | Quênia        | 27:30.85 | Bydgoszcz | 9 de julho de 2008   |
| WJL | Abadi Hadis    | Etiópia       | 26:57.48 | Hengelo   | 29 de junho de 2016  |

Os seguintes recordes mundiais ou do campeonato foram estabelecidos durante esta competição: 
| Data        | Evento | Nome                 | Nacionalidade | Tempo    | Notas                 |
| ----------- | ------ | -------------------- | ------------- | -------- | --------------------- |
| 19 de julho | Final  | Rodgers Chumo Kwemoi | Quênia        | 27:25.23 | Recorde do campeonato |

## Medalhistas
| Ouro                       | Prata            | Bronze              |
| Rodgers Chumo Kwemoi (KEN) | Aron Kifle (ERI) | Jacob Kiplimo (UGA) |

## Cronograma
Todos os horários são locais (UTC+1).
| Data        | Hora  | Evento |
| ----------- | ----- | ------ |
| 19 de julho | 20:30 | Final  |

## Resultado final
A prova final foi realizada no dia 19 de julho às 20:30.  
| Posição           | Atleta                 | Nacionalidade  | Tempo    | Notas                 |
| ----------------- | ---------------------- | -------------- | -------- | --------------------- |
| Medalha de ouro   | Rodgers Chumo Kwemoi   | Quênia         | 27:25.23 | Recorde do campeonato |
| Medalha de prata  | Aron Kifle             | Eritreia       | 27:26.20 | NJR                   |
| Medalha de bronze | Jacob Kiplimo          | Uganda         | 27:26.68 | Recorde pessoal       |
| 4                 | Amedework Walelegn     | Etiópia        | 28:00.14 | Recorde pessoal       |
| 5                 | Gizachew Hailu         | Etiópia        | 28:09.57 | Recorde pessoal       |
| 6                 | Ronald Kiprotich Kirui | Quênia         | 28:13.43 | Recorde pessoal       |
| 7                 | Mogos Shumay           | Eritreia       | 28:23.76 |                       |
| 8                 | Martin Musau           | Uganda         | 28:34.33 |                       |
| 9                 | Hayato Seki            | Japão          | 28:57.76 |                       |
| 10                | Pietro Riva            | Itália         | 29:25.09 | Recorde pessoal       |
| 11                | Jean-Marie Myasiro     | Ruanda         | 29:26.16 | NJR                   |
| 12                | Kabelo Melamu          | África do Sul  | 29:36.29 |                       |
| 13                | Shota Onizuka          | Japão          | 29:36.97 |                       |
| 14                | Mario Pacay            | Guatemala      | 29:51.66 |                       |
| 15                | Abderrazak Charik      | França         | 29:51.75 | Recorde pessoal       |
| 16                | Thomas Pollard         | Estados Unidos | 29:53.84 |                       |
| 17                | Ehab El-Sandali        | Canadá         | 30:15.74 |                       |
| 18                | Ali Djoudar            | Argélia        | 30:18.16 |                       |
| 19                | Gavit Murli            | Índia          | 30:20.59 | Recorde pessoal       |
| 20                | Colin Burke            | Estados Unidos | 30:20.80 | Recorde pessoal       |
| 21                | Dorin Andrei Rusu      | Roménia        | 30:22.17 | Recorde pessoal       |
| 22                | Abhishek Pal           | Índia          | 30:22.86 | Recorde pessoal       |
| 23                | Sergio Ráez Villanueva | Canadá         | 30:36.00 |                       |
| 24                | Yuri Labra             | Peru           | 30:37.63 | Recorde pessoal       |
| 25                | Tawfiq Bouziane        | Argélia        | 30:39.27 |                       |
| 26                | Gudadew Belachaw       | Israel         | 30:41.38 | Recorde pessoal       |
| 27                | Sammy Abduljaber       | Israel         | 30:43.01 | Recorde pessoal       |
| 28                | Filipe Fialho          | Portugal       | 30:49.24 | Recorde pessoal       |
| 29                | Ivo Maseda             | Espanha        | 30:53.96 | Recorde pessoal       |
| 30                | Ramazan Karagöz        | Turquia        | 31:04.23 |                       |
| 31                | Pedro García           | Espanha        | 31:18.40 |                       |
| 32                | Hugo Catrileo          | Chile          | 31:50.52 |                       |
| 33                | Mateusz Kaczor         | Polónia        | 32:29.22 |                       |
| 34                | Joakim Sødal           | Noruega        | DNF      |                       |

Legenda
| Recorde mundial       | Recorde mundial (World record)               |                       | Recorde africano                      | Recorde africano (African) |                                           | Q | Classificado por posição (Qualified) |
| Recorde do campeonato | Recorde do campeonato (Championship record)  | Recorde da América    | Recorde da América (Americas)         | q                          | Classificado por melhor tempo (Qualified) |   |                                      |
| Melhor marca do ano   | Melhor marca do ano (World leading)          | Recorde asiático      | Recorde asiático (Asian)              | DNS                        | Não largou (Did not start)                |   |                                      |
| Recorde nacional      | Recorde nacional (National record)           | Recorde europeu       | Recorde europeu (European)            | DNF                        | Não terminou (Did not finish)             |   |                                      |
| Recorde pessoal       | Recorde pessoal do atleta (Personal best)    | Recorde da Oceania    | Recorde da Oceania (Oceania)          | DSQ / DQ                   | Desclassificado (Disqualified)            |   |                                      |
| Recorde da temporada  | Recorde da temporada do atleta (Season best) | Recorde sul-americano | Recorde sul-americano (South America) | NM                         | Sem marca (No mark)                       |   |                                      |